# 절도죄
| |
| 형법 刑法 |
| 형법학 · 범죄 · 형벌 죄형법정주의 |
| 범죄론 |
| 구성요건 · 실행행위 · 부작위범 간접정범 · 미수범 · 기수범 · 중지범 불능범 · 상당인과관계 고의 · 고의범 · 착오 과실 · 과실범 공범 · 정범 · 공동정범 공모공동정범 · 교사범 · 방조범 |
| 항변 |
| 위법성조각사유 · 위법성 · 책임 · 책임주의 책임능력 · 심신상실 · 심신미약 · 정당행위 · 정당방위 · 긴급피난 · 오상방위 · 과잉방위 · 강요된 행위                                     |
| 죄수 |
| 상상적 경합 · 연속범 · 병합죄 |
| 형벌론 |
| 사형 · 징역 · 금고 벌금 · 구류 · 과료 · 몰수 법정형 · 처단형 · 선고형 자수 · 작량감경 · 집행유예                                                                                  |
| 대인범죄 |
| 보통살인죄 · 존속살해죄 · 자살교사·방조죄 |
| 촉탁승낙살인죄 · 영아살해죄 · 낙태죄 |
| 상관살해죄 |
| 폭행죄 · 상해치사죄 · 절도죄 |
| 성범죄 · 성매매알선 · 강간죄 |
| 유괴 · 과실치사상죄 · |
| 대물범죄 |
| 손괴죄 · 방화죄 |
| 절도죄 · 강도죄 · 사기죄 |
| 사법절차 방해죄 |
| 공무집행방해죄 · 뇌물죄 |
| 위증죄 · 배임죄 |
| 미완의 범죄 |
| 시도 · 모의 · 공모 |
| 형법적 항변 |
| 자동증, 음주 & 착오 |
| 정신 이상 · 한정책임능력 |
| 강박 · 필요 |
| 도발 · 정당방위 |
| 다른 7법 영역 |
| 헌법 · 민법 · 형법 |
| 민사소송법 · 형사소송법 · 행정법 |
| 포털: 법 · 법철학 · 형사정책 |
| v • d • e • h |

절도죄(竊盜罪)는 타인이 점유하고 있는 재물을 절취하는 범죄로 쉽게 말해 도둑질이다. 이와달리 타인의 점유에서 이탈한 상태에서 절취하는 것은 점유이탈물횡령죄로 처벌한다.

## 대한민국의 절도죄
절도죄(竊盜罪)는 타인의 재물을 절취하는 죄이다. 6년 이하의 징역이나 1천만원 이하의 벌금에 처한다(형법 제329조). 재산죄의 가장 시원적인 형태로 재산죄의 분류상 재물죄, 영득죄, 탈취죄에 해당한다. 침해범, 결과범, 상태범이다.

### 보호법익

#### 학설의 대립
본죄의 보호법익에 관하여 ①소유권설 ②점유권설 ③소유권 및 점유권설(다수설, 판례)가 대립한다. 이하는 ③소유권 및 점유권설(다수설, 판례)에 입각한 내용이다.

#### 소유권 및 점유권설에 따른 절도죄의 보호법익
본죄의 보호법익은 소유권이며, 부차적으로는 점유도 보호의 대상으로 고려되고 있다. 이때 점유는 본죄의 보호법익이기도 하면서 행위객체이기도 하다. 행위객체는 타인이 소지(점유)하고 있는 타인의 재물이다. 따라서 타인이 점유하고 있는 자기의 재물은 횡령죄의 대상은 될지언정 절도죄의 대상으로는 되지 않는다. 또 누구의 점유에도 속하지 않는 물건은 점유이탈물횡령죄의 대상이 될 뿐이다. '점유'는 사실상의 재물지배상태(財物支配狀態)을 의미한다. 적법이든 불법이든 불문하며, 따라서 절도범인이 소지한 재물은 다시 절취한 경우도 절도죄를 구성한다. 대체로 민법상의 점유와 일치하는 것으로 보아도 좋으나, 형법에서는 민법상 인정되는 간접점유(間接占有)와 상속에 의한 점유승계(占有承繼)를 인정하지 않으며 한편 민법상 점유가 인정되지 않는 점유보조자(占有補助者)도 사실상의 실력적 지배를 가진 이상 점유자로 보는 등 양자에는 다소의 차이가 있다. 요컨대 민법상의 점유가 다분히 법률적인 개념인 데 반하여 형법상의 점유는 보다 현실적인 개념에 가깝다고 할 수 있다. 그러나 형법상의 점유라하여 언제나 현실적이고 물리적인 지배를 필요로 하는 것은 아니고, 집에 문을 잠그고 여행을 떠난 집주인, 집에 돌아오는 길을 아는 가축의 경우와 같이 사회규범적 의미에서 점유가 인정되는 경우가 있는가 하면, 편지통에 들어 있는 우편물, 바다에 쳐놓은 그물에 잡혀 있는 물고기의 경우와 같이 점유의사(占有意思)를 통하여 점유가 인정되는 경우도 있다. 공동점유(共同占有)의 경우에는 다른 공동점유자의 점유를 침해하는 것으로 인정되는 한에서 본죄가 성립한다. '절취'는 폭행·협박에 의하지 아니하고 재물에 대한 타인의 점유를 그 의사에 반하여 자기 또는 제3자의 점유에 옮기는 것이다. 점유자의 의사에 반한다고 하여 반드시 재물의 점유 이전이 남몰래 행하여지는 것을 요하지는 않는다. 예를 들면 피해자의 면전에서,재물의 지배자가 명확히 보고 있고 또 그 절취를 방지할 수 있는 위치에 있을 경우에도 절도죄는 성립한다. 점유를 옮김으로써 본죄는 즉시 기수가 되고, 이후 위법상태는 계속하더라도 본죄 자체는 기수와 동시에 종료한다(상태범). 따라서 일단 기수가 된 후 절취물의 운반,처분 등에 가공하는 행위는 장물죄로 되는 것은 별론으로 하고 절도죄의 공범으로는 되지 아니한다. 상습절도(332조)의 경우에는 형이 가중되며,미수범도 처벌한다(342조)

### 객관적 구성요건요소

#### 객체
절도죄의 객체는 '타인의 재물'이다. 전술한 보호법익에 비추어 해석하면, 타인의 재물이라 함은 '타인이 점유하고 있는 타인 소유의 재물'이 된다. 이와 관련하여 ①점유의 개념과 ②재물의 개념은 재산죄 전반에 걸쳐서 매우 중요한 개념이다.

##### 재물의 개념
재물의 개념에 관하여 유체성설과 관리가능성설의 대립이 있으나, 관리가 가능한 것이면 유체물 이외에 무체물도 재물이 된다는 관리가능성설이 다수설이며 판례의 태도이다. 관리란 물리적 관리를 의미한다.

##### 예금통장의 재물성
예금통장은 예금채권을 표창하는 유가증권이 아니고 그 자체에 예금액 상당의 경제적 가치가 화체되어 있는 것도 아니지만, 이를 소지함으로써 예금채권의 행사자격을 증명할 수 있는 자격증권으로서 예금계약사실 뿐 아니라 예금액에 대한 증명기능이 있고 이러한 증명기능은 예금통장 자체가 가지는 경제적 가치라고 보아야 하므로, 예금통장을 사용하여 예금을 인출하게 되면 그 인출된 예금액에 대하여는 예금통장 자체의 예금액 증명기능이 상실되고 이에 따라 그 상실된 기능에 상응한 경제적 가치도 소모된다. 그렇다면 타인의 예금통장을 무단사용하여 예금을 인출한 후 바로 예금통장을 반환하였다 하더라도 그 사용으로 인한 위와 같은 경제적 가치의 소모가 무시할 수 있을 정도로 경미한 경우가 아닌 이상, 예금통장 자체가 가지는 예금액 증명기능의 경제적 가치에 대한 불법영득의 의사를 인정할 수 있으므로 절도죄가 성립한다.

### 주관적 구성요건요소
고의가 필요하다. 그 밖에 통설과 판례에 따르면 불법영득의사가 필요하다.

### 사례
- 사실상 퇴사하면서 회사의 승낙 없이 가지고 간 부동산매매계약서 사본들은 절도죄의 객체인 재물이다.[2]
- 피해자에게 자동차를 매도하겠다고 거짓말하고 매매대금을 받고 자동차를 양도하면서 자동차에 미리 부착해 놓은 지피에스로 위치를 추적하여 자동차를 몰래 가져왔으 나, 피해자에게 자동차를 인도하고 소유권이전등록에 필요한 일체의 서류를 교부함으로 써 피해자가 언제든지 자동차의 소유권이전등록을 마칠 수 있게 되었다면 절도죄만 성립할 뿐 그와는 별도로 사기죄가 성립하지는 않는다.[3]
- 임차인 甲이 임대계약 종료 후 식당건물에서 퇴거하면서 종전부터 사용하던 냉장고의 전원을 켜 둔 채 그대로 두었다가 약 1개월 후 철거해 가는 바람에 그 기간 동안 전기가 소비되게 한 경우 전기에 대한 절도죄가 성립하지 않는다.[4]
- 甲이 내리막길에 주차된 자동차를 절취할 목적으로 조수석 문을 열고 시동을 걸려고 차 안의 기기를 만지다가 핸드 브레이크를 풀게 되어 시동이 걸리지 않은 상태에서 약 10미터 전진하다가 가로수를 들이받은 경우 자동차에 대한 절도죄의 기수범이 성립하지 않는다.[5]
- 피고인이 피해자 경영의 금방에서 마치 귀금속을 구입할 것처럼 가장하여 피해자로부터 순금목걸이 등을 건네받은 다음 화장실에 갔다 오겠다는 핑계를 대고 도주한 것이라면 위 순금목걸이 등은 도주하기 전까지는 아직 피해자의 점유하에 있었다고 할 것이므로 이를 절도죄로 의율 처단한 것은 정당하다.[6]
- 甲은 타인의 토지에 권원없이 식재한 감나무에서 감을 수확해갔다.[7]
- 甲은 타인의 예금통장을 몰래 가지고 나와 예금 1,000만원을 인출한 후 바로 예금통장을 제자리에 가져다 놓았다.[8]
- 甲은 경리담당직원의 요청으로 은행에 동행하여 찾은 현금 일부를 그의 부탁으로 소지하게 되었는데 사무실에 당도하여 그 금액의 일부를 현금처럼 가장한 돈뭉치와 바꿔치기 하여서 이를 절취하였다.[9]
- 甲은 발행인이 회수하여 세 조각으로 찢어버림으로써 폐지로 되어 쓸모없는 것처럼 보이는 약속어음의 소지를 침해하여 가져갔다.[10]

### 판례
- ｢형법｣에서 고의는 행위자의 동기 내지 최종 목적을 의미하는 것은 아니므로 회사의 경영상의 비리를 고발하기 위하여 회사 소유의 하드디스크를 절취한 때에도 절도죄의 고의가 인정된다.[11]
- 甲이 부정행위를 한 A를 꾸짖어 줄 목적으로 A의 소유물건을 가져와 보관하고 있으면 A가 이를 찾으러 올 것이고 그때에 그 물건을 반환하면서 A를 꾸짖어 줄 생각으로 그 물건을 가져 온 것이라면 절도죄가 성립하지 않는다.[12]
- 묘는 이장하고 망부석만 30년 방치된 상태에서 임야의 관리인으로서 망부석을 사실상 점유하 여 온 자가 이를 처분한 경우 절도죄가 성립하지 않는다.[13]
- 절도죄의 성립에 필요한 불법영득의 의사란 권리자를 배제하고 타인의 물건을 자기의 소유물과 같이 이용․처분할 의사를 말하고, 일시 사용의 목적으로 타인의 점유를 침탈한 경우에도 사용으로 인하여 물건 자체가 가지는 경제적 가치가 상당한 정도로 소모된 경우에는 영득의 의사가 없다고 할 수 없다.[14]
- 야간에 도로에 주차된 차량의 문을 열고 현금 등을 훔치기로 마음먹고, 차량의 문이 잠겨 있는 지 확인하기 위해 양손으로 운전석 문의 손잡이를 잡고 열려고 하던 중 경찰관에게 발각된 경우 절도죄의 실행에 착수한 것으로 보아야 한다.[15]
- 타인의 명의를 모용하여 발급받은 신용카드를 이용하여 현금자동지급기에서 현금대출을 받은 경우 현금에 대한 절도죄가 성립한다.[16]
- 절취한 타인의 신용카드를 이용하여 현금자동지급기에서 자신의 예금계좌로 돈을 이체 시킨 후 그 예금계좌에서 현금을 인출한 경우 현금에 대한 절도죄는 성립하지 않는다.[17]
- 타인과 공동소유관계에 있는 물건은 절도죄의 객체가 되는 타인의 재물에 속한다.[18]
- 고속버스의 운전사는 유실물을 교부받을 권능을 가질 뿐 점유한다고 할 수 없고, 그 유실물을 현실적으로 발견하지 않는 한 이에 대한 점유를 개시하였다고 할 수도 없으므로, 그 사이에 유실물을 발견하고 가져간 행위는 점유이탈물횡령죄에 해당함은 별론으로 하고 절도죄에 해당하지 않는다[19]
- 甲이 A의 방에서 A를 살해한 후 불법영득의사가 생겨 비로소 A의 물건을 가지고 나온 경우, 그 물건에 대한 A의 점유가 계속되고 있어 甲의 행위는 절도죄에 해당한다.[20]
- 작성권한 없는 자에 의하여 위조된 유가증권이라고 하더라도 절차에 따라 몰수되기까지는 그 소지자의 점유를 보호하여야 한다는 점에서 절도죄의 객체가 될 수 있다.[21]
- 자동차 명의신탁관계에서 제3자가 명의수탁자로부터 승용차를 가져가 매도할 것을 허락받고 명의신탁자 몰래 가져간 경우, 위 제3자와 명의수탁자의 공모·가공에 의한 절도죄의 공모공동정범이 성립한다.[22]
- 승객이 놓고 내린 지하철의 전동차 바닥이나 선반 위에 있던 물건을 가지고 간 경우, 지하철의 승무원은 유실물법상 전동차의 관수자로서 승객이 잊고 내린 유실물을 교부받을 권능을 가질 뿐 전동차 안에 있는 승객의 물건을 점유한다고 할 수 없고, 그 유실물을 현실적으로 발견하지 않는 한 이에 대한 점유를 개시하였다고 할 수도 없으므로, 그 사이에 위와 같은 유실물을 발견하고 가져간 행위는 점유이탈물횡령죄에 해당함은 별론으로 하고 절도죄에 해당하지는 않는다.[23]

- 피씨방에 두고 간 다른 사람의 핸드폰을 취한 행위가 절도죄를 구성한다.[24]

- A가 관리하고 있던 포크레인은 타인의 재물이므로 절도죄를 구성한다[25]

- 당사자 사이에 자동차의 소유권을 그 등록명의자 아닌 자가 보유하기로 약정한 경우, 그 약정 당사자 사이의 내부관계에 있어서는 등록명의자 아닌 자가 소유권을 보유하게 된다고 하더라도 제3자에 대한 관계에 있어서는 어디까지나 그 등록명의자가 자동차의 소유자”(대법원 2003. 5. 30. 선고 2000도5767 판결, 대법원 2007. 1. 11. 선고 2006도4498 판결 등 참조)라는 법리에 따른 것으로서 정당하다[26].

- 서울서부지법 형사4단독 박용근 판사는 지하철역 의자에 다른 사람이 실수로 두고 간 휴대전화 1대를 들고가 집 서랍에 넣어둔 뒤 넣어 둔 사실을 잊어버렸가 43일 만에 적발되어 절도 혐의(예비적 죄명 점유이탈물횡령) 기소된 A(39)씨에 대해 “피고인이 주운 휴대전화를 사용했다고 볼 객관적 자료는 없고, 중국으로 가져가 사용하거나 처분할 수 있었음에도 그렇게 하지 않았다”며 “추적을 피하려고 전화를 무시하거나 전원을 차단하는 등의 행위를 한 사실도 확인되지 않는다”고 밝히면서 “지하철 역무원 등에게 휴대전화를 맡겨 반환하는 방법도 가능했겠지만, 이런 사정만으로는 불법적으로 물건을 취하려는(불법영득) 의사가 인정된다고 단정할 수 없다”면서 “사건 당시 CCTV 영상을 봐도 휴대전화를 숨기지 않고 이동하는 등 불법영득 의사가 있었다고 보기 어렵다”며 무죄를 선고했다.[27]
- 절도죄의 실행의 착수 시기는 재물에 대한 타인의 사실상의 지배를 침해하는 데에 밀접한 행위를 개시한 때라고 할 것이고[28], 실행의 착수가 있는지 여부는 구체적 사건에 있어서 범행의 방법, 태양, 주변상황 등을 종합 판단하여 결정하여야 한다[29]

### 기수시기
- 절도범인이 혼자 비교적 부피가 큰 입목인 영산홍을 절취하기 위하여 캐낸 때에 소유자의 입목에 대한 점유가 침해되어 범인의 사실적 지배하에 놓이게 되므로 범인이 그 점유를 취득하고 절도죄는 기수에 이른다[30]

- 컴퓨터에 저장된 정보를 디스켓에 복사하고 이를 프린터로 출력해 간 경우는 피고인이 가지고 갈 목적으로 피해 회사의 업무와 관계없이 새로이 생성시킨 문서로 회사 소유의 문서가 아니므로 절도죄에 해당되지 않는다.[31]
- 신용카드를 현금인출기에 주입하고 비밀번호를 조작하여 현금서비스를 받는 행위를 통해 현금자동인출기 관리자의 의사에 반하여 그의 지배를 배제하고 그 현금을 자기의 지배하에 옮겨 놓는 것이 되므로 별도의 절도죄를 구성한다.[32]
- 법원으로부터 송달된 심문기일소환장은 재산적 가치가 있는 물건으로서 형법상 재물에 해당한다[33]
- 피고인이 타인의 명의를 모용하여 신용카드를 발급받은 경우, 비록 카드회사가 피고인으로부터 기망을 당한 나머지 피고인에게 피모용자 명의로 발급된 신용카드를 교부하고, 사실상 피고인이 지정한 비밀번호를 입력하여 현금자동지급기에 의한 현금대출(현금서비스)을 받을 수 있도록 하였다 할지라도, 카드회사의 내심의 의사는 물론 표시된 의사도 어디까지나 카드명의인인 피모용자에게 이를 허용하는 데 있을 뿐 피고인에게 이를 허용한 것은 아니라는 점에서, 피고인이 타인의 명의를 모용하여 발급받은 신용카드를 사용하여 현금자동지급기에서 현금대출을 받는 행위는 카드회사에 의하여 미리 포괄적으로 허용된 행위가 아니라, 현금자동지급기의 관리자의 의사에 반하여 그의 지배를 배제한 채 그 현금을 자기의 지배하에 옮겨 놓는 행위로서 절도죄에 해당한다[34]

- 임차인이 임대계약 종료 후 식당건물에서 퇴거하면서 종전부터 사용하던 냉장고의 전원을 켜 둔 채 그대로 두었다가 약 1개월 후 철거해 가는 바람에 그 기간 동안 전기가 소비된 사안에서, 임차인이 퇴거 후에도 냉장고에 관한 점유•관리를 그대로 보유하고 있었다고 보아야 하므로, 냉장고를 통하여 전기를 계속 사용하였다고 하더라도 이는 당초부터 자기의 점유•관리하에 있던 전기를 사용한 것일 뿐 타인의 점유•관리하에 있던 전기가 아니어서 절도죄가 성립하지 않는다[35]

- 피해자가 결혼예식장에서 신부측 축의금 접수인인 것처럼 행세하는 피고인에게 축의금을 내어 놓자 이를 교부받아 간 원심 판시와 같은 사건에서 피해자의 교부행위의 취지는 신부측에 전달하는 것일 뿐 피고인에게 그 처분권을 주는 것이 아니므로, 이를 피고인에게 교부한 것이라고 볼 수 없고 단지 신부측 접수대에 교부하는 취지에 불과하므로 피고인이 위 돈을 가져간 것은 신부측 접수처의 점유를 침탈하여 범한 절취행위라고 보는 것이 정당하다[36]

- 타인의 전화기를 무단으로 사용하여 전화통화를 하는 행위는 무형적인 이익에 불과하고 물리적 관리의 대상이 될 수 없어 재물이 아니라고 할 것이므로 절도죄의 객체가 되지 아니한다[37]

- [1] 일시사용의 목적으로 타인의 점유를 침탈한 경우에도 이를 반환할 의사 없이 상당한 장시간 점유하고 있거나 본래의 장소와 다른 곳에 유기하는 경우에는 이를 일시 사용하는 경우라고는 볼 수 없으므로 영득의 의사가 없다고 할 수 없다. [2] 소유자의 승낙 없이 오토바이를 타고 가서 다른 장소에 버린 경우, 자동차 등 불법사용죄가 아닌 절도죄가 성립한다고 한 사례[38]

- 피해자의 승낙 없이 혼인신고서를 작성하기 위하여 피해자의 도장을 몰래 꺼내어 사용한 후 곧바로 제자리에 갖다 놓은 경우, 도장에 대한 불법영득의 의사가 있었다고 볼 수 없다[39]

- 컴퓨터에 저장되어 있는 ‘정보’ 그 자체는 유체물이라고 볼 수도 없고, 물질성을 가진 동력도 아니므로 재물이 될 수 없다 할 것이며, 또 이를 복사하거나 출력하였다 할지라도 그 정보 자체가 감소하거나 피해자의 점유 및 이용가능성을 감소시키는 것이 아니므로 그 복사나 출력 행위를 가지고 절도죄를 구성한다고 볼 수도 없다[40]

## 사용절도
여자친구에게 카톡을 보낼 생각으로 타인의 스마트폰을 잠시 가져다 사용 후 반환하는 등, 타인의 재물을 점유자로부터 임의로 절취하여 일시사용 후 반환하는 것을 말한다. 불법영득의사가 없으므로 절도죄가 성립하지 않는다. 피해자의 승낙 없이 혼인신고서를 작성하기 위하여 피해자의 도장을 몰래 꺼내어 사용한 후 곧바로 제자리에 갖다 놓은 경우, 타인의 신용카드를 임의로 가지고 가 현금자동지급기에서 현금을 인출한 후 곧바로 반환한 경우, 동네 선배의 차량을 3차례에 걸쳐 2-3시간 정도 몰래 운행한 후 원래의 장소에 갖다 놓은 경우 등은 사용절도로 보고 절도죄 성립을 부정하였다.

## 영미법

### 기망에 의한 절도

#### 사례
운전자는 주유소에 차를 몰았다. 그는 "무연으로 채워주십시오.", 라고 알바생이 나서서 드라이버의 탱크에 휘발유 10 갤런을 채우자 드라이버는 "바보, 공짜로 주셔서 감사합니다"를 외치고 돈을 지불하지 않았다.
취식후 식대 미지불이 사기죄에 해당하듯이 주유후 유대미지불은 사기죄에 해당합니다

## 같이 보기
- 강도죄